# Danh sách đĩa đơn quán quân Hot 100 năm 2013 (Mỹ)
Billboard Hot 100 là bảng xếp hạng các đĩa đơn bán chạy nhất trong một tuần tại thị trường âm nhạc Hoa Kỳ. Các số liệu cho việc xếp hạng, công bố bởi tạp chí Billboard và tổng hợp bởi Nielsen SoundScan, dựa trên doanh số đĩa thường, nhạc số và tần suất phát trên sóng phát thanh.

## Lịch sử bảng xếp hạng
| Ngày phát hành | Bài hát                 | Nghệ sĩ                                         | Chú thích |
| -------------- | ----------------------- | ----------------------------------------------- | --------- |
| 5 tháng 1      | "Locked Out of Heaven"  | Bruno Mars                                      | [ 1 ]     |
| 12 tháng 1     | "Locked Out of Heaven"  | Bruno Mars                                      | [ 2 ]     |
| 19 tháng 1     | "Locked Out of Heaven"  | Bruno Mars                                      | [ 3 ]     |
| 26 tháng 1     | "Locked Out of Heaven"  | Bruno Mars                                      | [ 4 ]     |
| 2 tháng 2      | "Thrift Shop"           | Macklemore và Ryan Lewis hợp tác với Wanz       | [ 5 ]     |
| 9 tháng 2      | "Thrift Shop"           | Macklemore và Ryan Lewis hợp tác với Wanz       | [ 6 ]     |
| 16 tháng 2     | "Thrift Shop"           | Macklemore và Ryan Lewis hợp tác với Wanz       | [ 7 ]     |
| 23 tháng 2     | "Thrift Shop"           | Macklemore và Ryan Lewis hợp tác với Wanz       | [ 8 ]     |
| 2 tháng 3      | "Harlem Shake"          | Baauer                                          | [ 9 ]     |
| 9 tháng 3      | "Harlem Shake"          | Baauer                                          | [ 10 ]    |
| 16 tháng 3     | "Harlem Shake"          | Baauer                                          | [ 11 ]    |
| 23 tháng 3     | "Harlem Shake"          | Baauer                                          | [ 12 ]    |
| 30 tháng 3     | "Harlem Shake"          | Baauer                                          | [ 13 ]    |
| 6 tháng 4      | "Thrift Shop"           | Macklemore và Ryan Lewis hợp tác với Wanz       | [ 14 ]    |
| 13 tháng 4     | "Thrift Shop"           | Macklemore và Ryan Lewis hợp tác với Wanz       | [ 15 ]    |
| 20 tháng 4     | "When I Was Your Man"   | Bruno Mars                                      | [ 16 ]    |
| 27 tháng 4     | "Just Give Me a Reason" | Pink hợp tác với Nate Ruess                     | [ 17 ]    |
| 4 tháng 5      | "Just Give Me a Reason" | Pink hợp tác với Nate Ruess                     | [ 18 ]    |
| 11 tháng 5     | "Just Give Me a Reason" | Pink hợp tác với Nate Ruess                     | [ 19 ]    |
| 18 tháng 5     | "Can't Hold Us"         | Macklemore và Ryan Lewis hợp tác với Ray Dalton | [ 20 ]    |
| 25 tháng 5     | "Can't Hold Us"         | Macklemore và Ryan Lewis hợp tác với Ray Dalton | [ 21 ]    |
| 1 tháng 6      | "Can't Hold Us"         | Macklemore và Ryan Lewis hợp tác với Ray Dalton | [ 22 ]    |
| 8 tháng 6      | "Can't Hold Us"         | Macklemore và Ryan Lewis hợp tác với Ray Dalton | [ 23 ]    |
| 15 tháng 6     | "Can't Hold Us"         | Macklemore và Ryan Lewis hợp tác với Ray Dalton | [ 24 ]    |
| 22 tháng 6     | "Blurred Lines"         | Robin Thicke hợp tác với T.I. và Pharrell       | [ 25 ]    |
| 29 tháng 6     | "Blurred Lines"         | Robin Thicke hợp tác với T.I. và Pharrell       | [ 26 ]    |
| 6 tháng 7      | "Blurred Lines"         | Robin Thicke hợp tác với T.I. và Pharrell       | [ 27 ]    |
| 13 tháng 7     | "Blurred Lines"         | Robin Thicke hợp tác với T.I. và Pharrell       | [ 28 ]    |
| 20 tháng 7     | "Blurred Lines"         | Robin Thicke hợp tác với T.I. và Pharrell       | [ 29 ]    |
| 27 tháng 7     | "Blurred Lines"         | Robin Thicke hợp tác với T.I. và Pharrell       | [ 30 ]    |
| 3 tháng 8      | "Blurred Lines"         | Robin Thicke hợp tác với T.I. và Pharrell       | [ 31 ]    |
| 10 tháng 8     | "Blurred Lines"         | Robin Thicke hợp tác với T.I. và Pharrell       | [ 32 ]    |
| 17 tháng 8     | "Blurred Lines"         | Robin Thicke hợp tác với T.I. và Pharrell       | [ 33 ]    |
| 24 tháng 8     | "Blurred Lines"         | Robin Thicke hợp tác với T.I. và Pharrell       | [ 34 ]    |
| 31 tháng 8     | "Blurred Lines"         | Robin Thicke hợp tác với T.I. và Pharrell       | [ 35 ]    |
| 7 tháng 9      | "Blurred Lines"         | Robin Thicke hợp tác với T.I. và Pharrell       | [ 36 ]    |
| 14 tháng 9     | "Roar"                  | Katy Perry                                      | [ 37 ]    |
| 21 tháng 9     | "Roar"                  | Katy Perry                                      | [ 38 ]    |
| 28 tháng 9     | "Wrecking Ball"         | Miley Cyrus                                     | [ 39 ]    |
| 5 tháng 10     | "Wrecking Ball"         | Miley Cyrus                                     | [ 40 ]    |
| 12 tháng 10    | "Royals"                | Lorde                                           | [ 41 ]    |
| 19 tháng 10    | "Royals"                | Lorde                                           | [ 42 ]    |
| 26 tháng 10    | "Royals"                | Lorde                                           | [ 43 ]    |
| 2 tháng 11     | "Royals"                | Lorde                                           | [ 44 ]    |
| 9 tháng 11     | "Royals"                | Lorde                                           | [ 45 ]    |
| 16 tháng 11    | "Royals"                | Lorde                                           | [ 46 ]    |
| 23 tháng 11    | "Royals"                | Lorde                                           | [ 47 ]    |
| 30 tháng 11    | "Royals"                | Lorde                                           | [ 48 ]    |
| 7 tháng 12     | "Royals"                | Lorde                                           | [ 49 ]    |
| 14 tháng 12    | "Wrecking Ball"         | Miley Cyrus                                     | [ 50 ]    |
| 21 tháng 12    | "The Monster"           | Eminem hợp tác với Rihanna                      | [ 51 ]    |
| 28 tháng 12    | "The Monster"           | Eminem hợp tác với Rihanna                      | [ 52 ]    |